# Pax Imperia: Eminent Domain
Pax Imperia: Eminent Domain est un jeu vidéo 4X de stratégie en temps réel développé par Heliotrope Studios et édité par THQ, sorti en 1997 sur PC (Windows, Mac OS). Il est la suite de Pax Imperia, développé par Changeling Software, ancien nom de Heliotrope Studios.

## Système de jeu
Le jeu commence lorsque les voyages galactiques deviennent réalité, en 2054, deux ans après l'apparition d'un premier trou noir à proximité du système solaire. La séquence d'introduction du jeu explique les circonstances mouvementées qui précèdent cet évènement.
Le but du joueur est de dominer entièrement la galaxie en éliminant tous ses rivaux. Le joueur choisit sa race d'origine, son drapeau, l'aspect général de ses vaisseaux, la taille de la galaxie, le niveau de difficulté, et le nombre d'adversaires. Une partie peut réunir jusqu'à 16 participants.

### Races
Le joueur peut choisir l'une des huit déjà prédéfinies :
- Humains (équilibrés) ;
- Kar'Tsoran (bons économistes) ;
- Yssla (maîtres espions) ;
- Gorak (guerriers confirmés, mais mauvais chercheurs) ;
- Schreki (croissance forte, capables de s'installer partout) ;
- Tekari (scientifiques doués) ;
- D'Naren (scientifiques et constructeurs) ;
- Kybus (guerriers et scientifiques capables).

Le joueur peut aussi créer une nouvelle race ; il dispose alors de 10 points pour déterminer :
- le type d'atmosphère qu'elle peut respirer (oxygène et azote, gaz carbonique...) ;
- ses traits physiques (anaérobie, souterrain...) ;
- ses traits culturels (guerrier, scientifique...) ;
- sa capacités à mener des recherches, à gagner de l'argent, à produire, et à faire de l'espionnage ;
- sa température de prédilection (du très froid au très chaud) ;
- ses aptitudes dans les différents domaines de recherche (de mauvais à bon, pour chaque domaine).

### Galaxie et voyages spatiaux
La galaxie est composée de systèmes solaires reliés par des trous de ver. Les vaisseaux peuvent utiliser ces couloirs pour voyager par bonds successifs. Les moteurs ne peuvent effectuer qu'un nombre maximal de bonds avant ravitaillement ; par exemple, un moteur « deux bonds » pourra faire un aller et un retour jusqu'au système habité ami le plus proche.

### Planètes
Chaque planète possède des conditions d'habitabilité dépendant des caractéristiques de la race du joueur, un multiplicateur de richesses financières (de stérile à opulent), et une taille maximale pour la population. Une fois colonisées, elles contribueront à la production :
- d'argent pour le trésor,
- de points de construction pour l'industrie,
- de points d'espionnages pour les relations extérieures,
- de points de recherche pour la science.

La survie en milieu hostile mobilise plus de ressources qu'en environnement clément : la croissance de la population et la redistribution de tout ce qui est produit sont donc de 100 %, 50 % et 5 % pour des environnements respectivement bons, médiocres ou mauvais.
Différents bâtiments permettent d'améliorer la valeur de la colonie (augmentation de la fraction habitable, amélioration des capacités financières, mise en place de défenses orbitales, etc.). Un système de listes permet de définir les priorités : par exemple, la liste « Le plus rapide » donnera la priorité aux bâtiments qui peuvent être terminés le plus rapidement. Le joueur peut ajouter ses propres listes à celles déjà définies.
Enfin, un système de subventions permet d'augmenter le niveau de production de la planète ; l'argent du trésor sert à accélérer la production, mais ne permet pas de l'achever immédiatement.

### Recherche
La recherche permet d'inventer de nouvelles armes, de nouveaux systèmes de protection, de nouveaux moteurs de vaisseaux, de nouveaux bâtiments pour les colonies, et de nouveaux dispositifs spatiaux. Les progrès sont réalisés dans chacun de ces domaines en fonction des pourcentages du budget qui leur sont respectivement alloués.
Par défaut, l'ordinateur choisira en priorité les recherches les moins chères.

### Vaisseaux et flottes
Le jeu propose 6 types de vaisseaux : éclaireurs, transports, destroyers, croiseurs, cuirassés, et porte-avions. Ce premier choix détermine l'espace disponible pour l'équipement et les bonus-malus de défense ; le reste est entièrement personnalisable : nombre de bonds, vitesse, résistance de la coque, ordinateur de combat, ECM, armement, bouclier, équipement spécial ; chacun de ces éléments aura un impact sur le coût final de construction, et sur le coût de maintenance durant le service. Ces vaisseaux peuvent ensuite être réunis en flottes.
Les équipages des vaisseaux peuvent acquérir de l'expérience, soit directement au combat, soit lorsqu'ils se trouvent en présence d'une académie spatiale.
Les vaisseaux pourront être mis à jour dans un chantier stellaire.

### Diplomatie
La diplomatie permet d'établir des traités, de faire des échanges, de mener des opérations spéciales, et de comparer les progrès respectifs des différentes civilisations.
Des joueurs non alliés peuvent établir des échanges commerciaux et mutualiser l'utilisation de leurs colonies comme base de ravitaillement.
Des alliés peuvent mettre en commun leur recherche et partager les informations dont ils disposent (ce que voit un partenaire sur la carte galactique, l'autre le voit).
Dans tous les cas, le joueur peut :
- envoyer des messages personnalisés (utile uniquement en multijoueurs, l'ordinateur ne répondant pas) ;
- échanger des vaisseaux, des planètes, des technologies, des renseignements, de l'argent ;
- saboter des vaisseaux ou des planètes ;
- corrompre des conseillers ou des gouverneurs ;
- dérober des vaisseaux, des technologies ou des renseignements ;
- assassiner des conseillers ;
- inciter une planète à la rébellion.

Les chances de succès varient en fonction du nombre de points d'espionnage dépensés (x1, x2, ou x4 du coût de base).

### Conseillers et gouverneurs
Votre empire dispose de quatre conseillers qui apportent chacun un bonus global pour la gestion de la flotte, la recherche, les finances, et les relations extérieures. Chaque système solaire dispose également d'un gouverneur qui apporte des bonus dans ces mêmes domaines à toutes les colonies.
À tout moment, un conseiller peut être remplacé par un gouverneur, et un gouverneur peut être licencié. Ceci s'avère utile notamment en cas de corruption.

## Astuces

### Généralités
Tant qu'aucune civilisation n'a été rencontrée, passer à 0 le budget pour les relations extérieures.
Vérifier régulièrement les pourcentages associés aux conseillers et aux gouverneurs : la corruption est rapide, et la détecter en temps réel est difficile, malgré un prompteur qui affiche les évènements qui se succèdent.
Aucun écran ne permet de connaître les relations entre les civilisations ; un « ami » peut ainsi avoir un accord de ravitaillement de vaisseaux avec des ennemis et favoriser l'invasion. Il faut alors vérifier le nombre de bonds restant à la flotte ennemie : si celui-ci est au maximum, cela signifie que les vaisseaux ont été ravitaillés. Il est possible d'en tirer parti en laissant l'ennemi rentrer puis en détruisant toutes les stations de ravitaillement intermédiaire (la flotte sera alors immobilisée dans l'espace après avoir épuisé son potentiel de bonds).
Les champs de mines ne peuvent être détectés qu'avec les systèmes de déminage de niveaux technologiques égaux : pour simplifier, un champ de mine niveau 3 (dit « intelligent » dans le jeu), ne peut être détecté que par un système de déminage niveau 3 (également dit « intelligent »).
Il n'y a pas de moyens pour envahir une planète ennemie sans la détruire ; le joueur peut néanmoins susciter une rébellion pour obtenir la planète intacte.

### Principales touches de raccourci
- Rythme du jeu (attention : erreurs dans le manuel)

F10, F11, F12 : ralentir, accélérer, mettre en pause le jeu
- En combat

0-9 : sélection de groupes de vaisseaux (0 = tous les vaisseaux)
SHIFT + 1-9 : définition d'un groupe
X : retraite
A : attaquer
T : cibler (le vaisseau n'attaque pas, mais tire si l'ennemi est à portée ; utile en cas de fuite...).
H, V, U, L : formation d'escadrille horizontale, verticale, diagonale gauche et diagonale droite.
O, R : combat automatique des vaisseaux, des chasseurs.

### Utilisation du clic droit
Le clic droit avec la souris permet notamment :
- dans l'écran des systèmes solaires, de former des flottes (choisir un vaisseau et cliquer droit sur un autre) et de déplacer les vaisseaux (choisir un vaisseau et cliquer droit sur la destination) ;
- dans l'écran de combat, d'attaquer ou de déplacer les vaisseaux (cliquer droit sur un ennemi pour attaquer, cliquer droit sur un endroit vide pour bouger).

## Accueil
| Pax Imperia: Eminent Domain |      |       |
| Média                       | Pays | Notes |
| Computer Gaming World       | US   | 2.5/5 |
| Cyber Stratège              | FR   | 3.5/5 |
| GameSpot                    | US   | 65 %  |
| Gen4                        | FR   | 3/6   |
| Joystick                    | FR   | 80 %  |
| PC Gamer UK                 | GB   | 70 %  |
| PC Jeux                     | FR   | 88 %  |